# 古里村 (茨城県)
古里村（ふるさとむら）は茨城県真壁郡にかつて存在した村である。

## 地理
- 現在の筑西市の北東部、旧協和町の南部に位置する。
- 村は小貝川の東岸に位置する。
- 村域は台地と平地が入り組む谷戸が多い地形になっている。

## 歴史

### 村名の由来
大字桑山に10の里があり、中心に字十里があったこと、それ以外の各大字を古郷と総称したことから。

### 村域の変遷
- 1889年（明治22年）4月1日 - 町村制施行により、知行村、桑山村、大島村、谷永島村、下郷谷村、上星谷村、下星谷村、清水村、細田村、柳村、八幡村が合併して真壁郡古里村が発足。
- 1954年（昭和29年）12月1日 - 古里村は小栗村、新治村とともに合併して協和村が発足。同日古里村廃止。

変遷表
| 1868年 以前 | 1868年 以前 | 明治22年 以前 | 明治22年 4月1日 | 昭和29年 12月1日 | 昭和39年 12月1日 | 平成17年 3月28日 | 現在   |
| ----------- | ----------- | ------------- | --------------- | ---------------- | ---------------- | ---------------- | ------ |
|             | 細田村      | 細田村        | 古里村          | 協和村           | 町制             | 筑西市           | 筑西市 |
|             | 柳村        |               | 古里村          | 協和村           | 町制             | 筑西市           | 筑西市 |
|             | 八幡村      |               | 古里村          | 協和村           | 町制             | 筑西市           | 筑西市 |
|             | 上星谷村    |               | 古里村          | 協和村           | 町制             | 筑西市           | 筑西市 |
|             | 下星谷村    |               | 古里村          | 協和村           | 町制             | 筑西市           | 筑西市 |
|             | 谷永島村    |               | 古里村          | 協和村           | 町制             | 筑西市           | 筑西市 |
|             | 下郷谷村    |               | 古里村          | 協和村           | 町制             | 筑西市           | 筑西市 |
|             | 知行村      |               | 古里村          | 協和村           | 町制             | 筑西市           | 筑西市 |
|             | 清水村      |               | 古里村          | 協和村           | 町制             | 筑西市           | 筑西市 |
|             | 大島村      |               | 古里村          | 協和村           | 町制             | 筑西市           | 筑西市 |
|             | 桑山村      | 桑山村        | 古里村          | 協和村           | 町制             | 筑西市           | 筑西市 |
|             | 栗崎村新田  | 桑山村        | 古里村          | 協和村           | 町制             | 筑西市           | 筑西市 |

## 大字
- 細田（ほそだ）
- 柳（やなぎ）
- 八幡（やはた）
- 上星谷（かみほしや）
- 下星谷（しもほしや）
- 谷永島（やながしま）
- 下郷谷（しもごうや）
- 知行（ちぎょう）
- 清水（しみず）
- 大島（おおしま）
- 桑山（くわやま）

## 人口・世帯

### 人口
総数 [単位： 人]
| 1891年（明治24年） | 2,517 |
| 1920年（大正 9年） | 3,125 |
| 1935年（昭和10年） | 3,329 |
| 1938年（昭和13年） | 3,027 |
| 1950年（昭和25年） | 4,392 |

### 世帯
総数 [単位： 世帯]
| 1920年（大正 9年） | 530 |
| 1935年（昭和10年） | 566 |
| 1938年（昭和13年） | 522 |
| 1950年（昭和25年） | 703 |